# راجشری دشپانده
راجشیری دشپانده (به انگلیسی: Rajshri Deshpande) (زاده ۱۴ اکتبر ۱۹۸۲) بازیگر هندی است.
از کارهای معروف او می‌توان به بازی در فیلم خفه‌شده اشاره کرد.

## فیلم‌شناسی
فهرست برخی از فیلم‌هایی که راجشیری دشپانده در آن‌ها به ایفای نقش پرداخته‌است:
- تلاش-۲۰۱۲
- لگد-۲۰۱۴
- الهه‌های عصبانی هند-۲۰۱۵
- مامان-۲۰۱۷
- مانتو-۲۰۱۸
- آسمان صورتی است-۲۰۱۹
- خفه‌شده-۲۰۲۰